# Leandra thyrsiflora
Leandra thyrsiflora är en tvåhjärtbladig växtart som beskrevs av Markgr. och Pilg.. Leandra thyrsiflora ingår i släktet Leandra och familjen Melastomataceae. Inga underarter finns listade i Catalogue of Life.